# Družbeni mediji
Drúžbeni médiji (angleško social media) je splošno poimenovanje za nabor internetnih tehnologij spleta 2.0, ki omogočajo interaktivno izmenjavo informacij, interoperabilnost in uporabniško-orientirano načrtovanje. Uporabnikom omogočajo interaktivno sodelovanje in prevzemanje vloge ustvarjalcev vsebin v okviru virtualnih skupnosti, v nasprotju s spletnimi stranmi z začetkov interneta in svetovnega spleta, ko so bili uporabniki le pasivni ogledovalci posredovanih vsebin. Gre za izkoriščanje tehnologije interneta na bolj interaktiven način, s poudarkom na kolektivni inteligenci in predstavlja nove možnosti izrabe spleta in učinkovitejše vključevanje njegovih uporabnikov. Za razliko od tradicionalnih medijev, pri katerih se informacije in znanje širijo iz enega vira, družbeni mediji uveljavljajo komunikacijo enakih med enakimi in gradijo na aktivni vlogi posameznih udeležencev. Primeri spletnih strani, kjer lahko najdemo družbene medije, so Google, Wikipedia, Facebook, YouTube, LinkedIn …

## Opredelitve družbenih medijev
Družbeni mediji so nova vrsta spletnih medijev, za katere je značilna participacija, odprtost, dialog, oblikovanje skupnosti in povezanosti. Družbeni mediji namreč spodbujajo sodelovanje in povratne informacije ter brišejo mejo med mediji in občinstvom. Na spletu je dostopna večina vsebin, preko katerega posamezniki lahko glasujejo, komentirajo in delijo informacije. Omogočajo dvosmerno komunikacijo in povezljivost preko uporabe povezav do drugih strani, virov in oseb ter oblikovanje skupnosti z enakimi interesi. V praksi – tako v poslovnem svetu kot v akademskih krogih, obstajajo različna razumevanja pojma družbeni mediji.

Tako tudi Kaplan in Haenlein družbene medije definirata kot skupek internetnih aplikacij, ki temeljijo na ideoloških in tehnoloških temeljih spleta 2.0 in omogočajo ustvarjanje in izmenjavo uporabniško generiranih vsebin. Izraz družbeni mediji podobno opredeljujeta boydova in Ellisonova, in sicer kot spletne aplikacije, ki uporabnikom omogočajo tvorjenje povezav z različnimi podjetji, organizacijami in drugimi uporabniki, ki drugače ne bi bile vzpostavljene. 

Za Evansa so družbeni mediji demokratizacija informacij, ki preoblikujejo ljudi iz bralcev v založnike. Gre za premik iz sistema enotnih oddajnikov (npr. TV, radio) v sistem mnogo proti mnogo, kjer se prepletajo pogovori in izmenjave mnenj med avtorji, ljudmi in založniki. Družbeni mediji ustvarjajo »modrost ljudstva«, ki se ustvari preko sodelovalne izmenjave informacij. Podobno se za Hansena in druge družbeni mediji nanašajo na niz spletnih orodij, ki podpirajo socialne interakcije med uporabniki. Gre za preoblikovanje monologa »eden mnogim« v dialog »mnogi mnogim«. Socialna medijska orodja med drugim uporabnikom omogočajo skupinsko ustvarjanje, povezovanje, obveščanje ter deljenje. Družbene medijske sisteme poznamo v različnih oblikah. Podpirajo številne žanre interakcije. Čeprav vsi povezujejo posameznike, to storijo na različne načine, ki so deloma odvisni od tehničnih oblikovnih izbir. S tem se strinjata tudi Mangoldova in Faulds, ko pravita, da je pojav spletnih družbenih medijev omogočil komuniciranje, pri katerem ena oseba naslovi več sto ljudi ali tudi več tisoč drugih ljudi hkrati, in jih obvesti glede izdelkov in podjetij, ki jih ustvarjajo. To se pozna tudi na trgu, pri odnosu in komuniciranju potrošnik-potrošniku. 
Družbeni mediji so torej lahko tudi hibridni element promocijskega in ekonomskega spleta, saj v tradicionalnem smislu omogočajo komunikacijo med podjetjem in potrošniki, hkrati pa potrošnikom ponujajo medsebojno komunikacijo, kjer sta vsebina in pogostost izven nadzora podjetij. Da bi podjetja pridobila vsaj delček nadzora, potrošnikom ponudijo razne omrežne platforme, bloge, družbene medije in druga promocijska orodja za njihovo vključevanje. 

Kot orodje pa družbene medije definira tudi Gail Martin, ki jih poveže z marketingom in jih definira kot marketinška orodja. Z njimi lahko podjetja pri potrošnikih in medijih dvignejo svojo raven prepoznavnosti, povečajo uspešno povezovanje z novinarji, pomagajo širiti in promovirati izdelke, kot tudi ostati v stiku s poslovnimi kontakti. Omogočajo povezavo z ljudmi po vsem svetu in izboljšujejo usmerjeno ciljanje skupin občinstva. Družbeni mediji torej omogočijo stroškovno učinkovito, osebno in prilagodljivo doseganje vseh ciljev podjetja. Martin trdi, da prisotnost na družbenih medijih postaja pričakovana od vseh podjetij, ravno tako kot imetje uradne spletne strani. Mnogi potrošniki se danes izogibajo poslovanju s podjetji, ki nimajo spletne strani ali nekakšne predstavitve na družbenih medijih. Družbeni mediji ponujajo najnižje stroške za doseganje celega sveta in so hkrati časovno neomejeni. Skozi prenose, tako audio kot video, lahko družbeni mediji zagotovijo vzorčenje produkta, medtem ko višajo raven prepoznavnosti in verodostojnosti podjetij.

Kühlmann pa je prepričan, da lahko družbeni mediji zanetijo revolucijo posameznih držav, spremenijo način kako se izobražujemo in nudijo načine, kako pridobiti podporo za pomoč ob nesrečah. Ni enotne definicije družbenih medijev, ki bi se jo dalo najti v slovarjih in enciklopedijah, vendar jih lahko povzamemo kot digitalne vsebine, ki nastajajo na spletu preko aplikacij množičnega komuniciranja, kot so na primer Facebook, Twitter, in WordPress. Različnim uporabnikom pomenijo različne stvari, zato je nanje lažje gledati kot na strateško igro, ki poskuša napovedati, katera orodja je svojim uporabnikom najbolje podati za komunikacijo in izmenjavo dejstev, številk in drugih podatkov.

Iz vseh opredelitev družbenih medijev lahko torej povzamemo, da se slednji nanšajo na novo vrsto spletnih orodij (za katera je značilna izmenjava informacij, slik, mnenj), oblika komuniciranja mnogih mnogim in povezovanje ljudi v globalnem smislu. Poleg tega družbeni mediji v zadnjem času igrajo pomembno vlogo na svetovnem trgu in pri marketinških strategijah. Različni družbeni mediji podpirajo različne žanre interakcije in dobivajo na veljavi v vseh sferah človekovega vsakdanjega življenja, od ohranjanja že obstoječih stikov do pridobivanja novih, od doseganja ciljnih skupin trženja do višanja prepoznavnosti produktov, od novih načinov izobraževanja do hitrejšega nudenja pomoči in ozaveščenosti o nesrečah. Glavni poudarek je na interakcijah tako med posamezniki kot tudi med skupinami ljudi preko različnih platform ter na demokratizaciji vseh vsebin in informacij tako, da lahko postanejo dostopne vsem.

## Zgodovina
Začetek razvoja družbenih medijev oz. socialnih omrežij lahko postavimo v leto 1971, ko je bilo poslano prvo sporočilo preko elektronske pošte 1978, je BBS prvič omogočil izmenjavo podatkov preko telefonskih linij z ostalimi uporabniki. Leta 1979 so se pojavile prve svetovne elektronske oglasne deske (USENET), ki veljajo za predhodnice spletnih brskalnikov. Kot pravi začetek razvoja družbenih medijev pa lahko štejemo eno izmed prvih socialnih omrežij - GeoCities. Ustvarjen je bil leta 1994, uporabnikom pa omogočil ustvarjanje svojih spletnih strani znotraj »virtualnih mest«. 1995 je spletna stran theglobe.com uporabnikom omogočila objavljanje njihovih lastnih vsebin in povezovanje z drugimi uporabniki. 1997 je prišlo do popularizacije neposredne izmenjave sporočil preko interneta. Glavni razlog tega je bil razvoj AOL Instant Messengerja. Istega leta se je pojavilo tudi novo socialno omrežje Sixdegrees.com, ki je omogočalo ustvarjanje profilov in dodajanje prijateljev. 2002 je bilo ustvarjeno socialno omrežje Friendster, ki velja za začetnika spletnega povezovanja s prijatelji po celem svetu. V prvih treh mesecih je imel kar tri milijone uporabnikov. Leto kasneje (2003) je bil ustvarjen MySpace. 2004 je leto začetka Facebooka, ki je bil sprva namenjen povezovanju ameriških študentov. 2006 pa je bilo ustvarjeno še eno nepogrešljivo socialno omrežje današnjega časa – Twitter. Leta 2008 je Facebook prehitel MySpace kot vodilno socialno omrežje današnjega časa. Za današnji čas tako lahko trdimo, da povezovanje s svetom okoli sebe ni bilo nikoli enostavneje in dostopnejše kot je danes.

## Ključne značilnosti družbenih medijev
Družbeni mediji imajo nekatere skupne lastnosti: 
Participacija - družbeni mediji spodbujajo ustvarjanje prispevkov in odzive nanje od vseh, ki v njih sodelujejo. Brišejo mejo med mediji in občinstvom (pasivni uporabniki se spreminjajo v aktivne, uporabniki niso več samo porabniki vsebin, temveč so tudi njihovi ustvarjalci). Odprtost - večino družbenih medijev je odprtih za participacijo občinstva in njihove odzive na ustvarjene vsebine. Spodbujajo komentiranje in deljenje informacij med uporabniki. Pri družbenih medijih so pregrade (geselsko zaščitene vsebine) za dostop in uporabo deljenih informacij redkost. Komunikacija - medtem ko tradicionalni mediji posredujejo vsebine občinstvu (med tradicionalnimi mediji in občinstvom poteka enosmerna komunikacija), se družbeni mediji od njih razlikujejo po tem, da prednost dajejo dvosmerni komunikaciji med mediji in občinstvom. Tukaj velja omeniti pojem interaktivnosti. V debate je vključenih več različnih posameznikov, zaradi omogočenih povratnih informacij pa mediji lažje prilagajajo vsebine ciljnim javnostim. Občinstvo dobi občutek, da lahko pomaga soustvarjati vsebine. Skupnost - družbena omrežja omogočajo hitro formiranje skupnosti in efektivno komuniciranje med njimi. Skupnosti povezujejo skupni interesi (npr. zanimanje za fotografijo, politične zadeve, priljubljene televizijske oddaje). Povezanost - večina družbenih medijev uspeva zaradi njihove povezanosti. Omogočene imajo povezave do drugih spletnih strani, virov in ljudi. Z dodajanjem hiperpovezav v tekst so lahko ponujene vsebine predstavljene še bolj poglobljeno in iz več zornih kotov.
Večpredstavnost - družbeni mediji omogočajo predstavitev vsebin na različne načine. Najpogosteje so to tekst, fotografije, avdio in video material. Z združevanjem različnih formatov informacije postanejo bolj zanimive, občinstvo pa si jih tudi lažje in prej zapomni. 
Bradley zgornjim šestim lastnostim dodaja še tri, za katere meni, da so značilne za družbene medije: Transparentnost – rešitev družbenih medijev ponuja transparentnost, kar pomeni, da so uporabniki seznanjeni s participacijo drugih uporabnikov v skupnostih. Imajo možnost vpogleda, uporabe, kritike, ocenjevanja, potrjevanja pristnosti prispevkov, ki so jim na voljo. Transparentnost je pomembna predvsem zaradi sodelovanja med uporabniki v vsebinskem vidiku prispevkov. Skupnost lahko izboljšuje vsebino, združuje razdrobljene informacije, ureja in popravlja prispevke ter še na mnogo drugih načinov pripomore k napredku vsebin. Neodvisnost – vsak uporabnik lahko v družbenih medijih sodeluje popolnoma neodvisno od kateregakoli drugega uporabnika. Uporabniki načeloma lahko sodelujejo od kjerkoli in kadarkoli. Participacija v družbenih medijih ne zahteva določenega delovnega toka in strogega nadzora nad prispevki, prav tako ni potrebno usklajevanje med uporabniki. Nepridvidljiost – pri družbenih medijih ni moč predvideti modela oz. načrta glede interakcije med uporabniki; prav tako jih ni mogoče nadzirati ali optimizirati na način, kot je bilo to značilno za tradicionalne medije.

## Tipologije družbenih medijev
Družbeni mediji se uporablja kot oznako za vse aplikacije, ki temeljijo na tehnologijah in idejni zasnovi spleta 2.0. Mednje sodijo:
- Orodja za razširjenje vsebin (Blogger, Blogspot, Twitter).
- Nadomestki telefonov (Windows Live Messenger, Skype, Google Talk).
- Interesne spletne skupnosti (najrazličnejši forumi, ki podpirajo tekstovno podajanje informacij).
- Virtualni svetovi (spletne igre).
- Orodja za deljenje in izmenjavo vsebin (YouTube, Flickr, Sideshare).

Odločujoči dimenziji oblikovanja tipologije družbenih medijev sta Kaplan in Haenleina (2010) predstavila predstavljivost informacij in stopnjo samopredstavitve oziroma samo-razkrivanja. 

#### Predstavljivost informacij
Pod termin Predstavljivost informacij razumemo količino informacij potrebnih za predstavitev posamezne teme, oziroma tematike. Predstavljivost informacij razlikujeta na preproste tekstovno-slikovne statične predstavitve, ki omogočajo samo preproste interakcije med uporabniki. Na drugi stopnji so vsebinske skupnosti (Youtube) in socialna omrežja (Facebook), ki poleg tekstovne komunikacije omogočajo tudi deljenje slik, videov in drugih večpredstavnostnih vsebin. Na najvišji stopnji predstavljivosti informacij pa so igre in virtualni socialni svetovi, ki poskušajo replicirati vse dimenzije osebne interakcije v virtualni svet.

1. Nizka- tekstovna oziroma slikovna predstavitev informacij; pod dano kategorijo uvrščamo bloge, mikrobloge, forume ter projetke množičnega sodelovanja.
- Blogspot, blog.com, wordpress, Wikipedija …

2.	Srednja- informacij predstavljene z večpredstavnostnimi vsebinami. Pod dano kategorijo uvrščamo Družabna omrežja ter skupnosti za izmenjavo vsebin.
- Facebook, Twitter, Linkedin, Youtube …

3. Visoka- predstavitev informacij z interaktivnimi sredstvi (virtualni svetovi, interaktivne preko omrežnega protokola). Pod dano kategorijo uvrščamo programe virtualne resničnosti, internetne igre ipd...
- SecondLife, World of Warcraft

#### Samopredstavitev oziroma samo-razkrivanje
Samopredstavitev oziroma samo-razkrivanje predstavlja vpletenost uporabnika in njegovo pripravljenost razkrivanja informacij o sebi.
 
Samo predstavitev se deli na nizko in visoko komponento, saj so nekatera socialna omrežja bolj osebna (uporabnik predstavlja sebe in komunicira z drugimi), nekatera pa manj osebna (uporabnik objavlja vsebine, ki niso nujno vezane na uporabnika).

1. Nizka – Informacije, ki niso nujno vezane na uporabnika in njegovo življenje
- Projekti množičnega sodelovanja, skupnosti za izmenjavo vsebin in igre, ki potekajo preko omrežnega protokola
  - Wikipedija, Youtube, Flickr, League of Legends

2. Visoka – Uporabnik predstavlja več osebnih lastnosti in podatkov
- Blogi, forumi, družabna omrežja, virtualna resničnost
  - Twitter, Wordpress, Facebook, SecondLife

|                                      | Nizka                           | Srednja                       | Visoka               |
| ------------------------------------ | ------------------------------- | ----------------------------- | -------------------- |
| Nizka stopnja samopredstavitve       | Blogi, mikroblogi in forumi     | Družabna omrežja              | Virtualna resničnost |
| Visoka predstavitev samopredstavitve | Projekti množičnega sodelovanja | Skupnosti za izmenjavo vsebin | Internetne igre      |

## Tipi družbenih medijev
Med najbolj razširjenimi družbenimi mediji so blogi, mikroblogi, wiki-vsebine, spletni forumi, socialna omrežja, virtualni svetovi in podcasti.

### Blog
Blogi so ena najbolj razširjenih oblik družbenih medijev. So spletni »dnevniki« posameznikov, ki zadevajo vsebine o kakršni koli temi. Vsebino si bloger izbira sam. V nekem smislu so bili blogi predhodniki stranem, kot je Twitter. Blogi lahko ustvarijo veliko maso zasledovalcev, ki redno spremljajo vsebine. Blog piše posameznik sam, zato ga ne moremo enačiti s forumom. Med najbolj znanimi stranmi je Blogger.com. Tudi YouTube je s posebnimi YouTube kanali posameznikom omogočil, da so imeli svoj prostor na spletišču, kamor so nalagali vsebine, bloge in privabljali subscriberje. Na YT je med najbolj znanimi Ray William Johnson.

### Wiki
Wiki-ji so vrsta programov in spletnih strani, ki omogočajo nalaganje, urejanje svojih in uporabo vsebin drugih uporabnikov. Deluje na podlagi nadbesedilnih označb. Nemenjeni so predvsem organiziranju znanja in shranjevanje zapiskov. Tu prevladuje predvsem najbolj poznana Wikipedija. Wiki-ji so lahko spletne skupnosti ali pa oblika intraneta. Wikipedija in blogi venomer sledijo hipertekstualnim idejam. Med strani, ki delujejo na podlagi hiperpovezav, spadajo tudi strani, kot je Twitter.

### Podcast
Podcasti so avdio-vizualne digitalne medijske vsebine, ki jih v primeru registracije na stran avtomatično prejemamo na osebni računalnik, pametni telefon itd. V Sloveniji je popularna spletna stran Multimedijskega centra RTV Slovenije, ki omogoča podcaste. MMC (Rtv Slo) je primer, ko se tradicionalni mediji z vstopom na splet transformirajo in z lastnostmi, kot je interaktivnost, ponujajo vsebine svojim uporabnikom.

### Forum
Forumi, imenujejo se tudi oglasne deske ali web board, so posebne spletne strani ali kategorije na spletiščih, kjer posameznik lahko odda svoje mnenje ali na posebnih samostojnih forumih tvori razpravo in mišljenje med ljudmi s podobnimi interesi. Foruma ne uvrščajo med spletne klepetalnice, saj se objave na forumu samodejno shranjujejo, medtem ko se na klepetalnicah ne. Prav tako se razlikuje od blogov, saj blog piše ena oseba, ki drugim omogoča nekakšne komentarje, odzive, ne pa možnosti nove teme. Programsko gledano delujejo forumi na posebnih zapisih, kot so PHP, JAVA in PERL. To so t. i. skriptni jeziki. Forumi so prvotne oblike družbenih medijev.

### Vsebinske skupnosti
Vsebinske skupnosti so skupnosti ljudi s podobnimi interesi – Od filmov, slik, glasbe itd. Tu so pomembni '''Flickr''', ki je vodilno omrežje za nalaganje in prikazovanje slik. Nato je YouTube, eno prvih svetovnih spletnih omrežij, ki ljudem omogoči, da objavljajo videoposnetke preko interneta, kjer so dostopni vsem. Zaradi množičnosti uporabnikov je ta medij postal zanimiv tudi velikim medijskim korporacijam, ki so prav tako začele objavljati svoje vsebine. YT je uspešen tudi zaradi svojih »related videos«. To je stran participativne kulture.  Pomemben je tudi IMDB, ki je spletna stran za posredovanje in prikazovanje vseh informacij, ki zadevajo svetovno filmografijo. Naslednja podvrsta vsebinskih skupnosti so spletišča, ki služijo za »downloadanje« elektronskih vsebin. Te posredujejo uporabniki interneta, ki so namenoma »uploadali«/naložili vsebino na tovrstno stran. To je posebna peer to peer (p2p) tehnologija, ki dovoljuje nalaganje in shranjevanje elektronskih podatkov. Večinoma gre za glasbo, filme, igrice, e-knjige itd. Ta tehnologija je velikokrat bila pravno obravnavana in sporna, zaradi vprašanja avtorskih pravic. Med bolj znanimi spori je bila afera Napster in Metallica. Tu so pomembne strani Isohunt, Pirate Bay, Torrentz, in slovenski Partis.si z več kot 250 000 uporabniki. Pri teh skupnostih pa je tudi pomembno omeniti skupnosti multyplayer iger. Tu se uporabniki preko spletne igrice povežejo med sabo, si ustvarijo svoje profile - igralne junake, odvisno od igre – in skupinsko ali posamezno tekmujejo drug proti drugim. Med najbolj znanimi je World of warcraft.

### Mikroblog
Mikroblogi so sinonim za spletnosocialne platforme, kot je Twitter. Ljudem je posredovana le majhna količina informacij, ostalo se lahko nadoknadi s hiperpovezavami do najrazličnejših strani, ki jih »mikrobloger« želi deliti. Twitter je vedno bolj priljubljen med znanimi osebnostmi po svetu, predvsem ZDA, kar je tudi razlog za njegov hitri razcvet. Ljudje sledijo (follow, follower) njim zanimivim osebam in skupaj vsakodnevno tvorijo veliko maso informacij. Gre za hiter in ažuren prenos informacij. Vedno več ga uporabljajo tradicionalne medijske hiše, ki so se transformirale na splet.

### Družbena omrežja
Družbena omrežja so posebna spletišča, kjer se posamezniki srečujejo, ustvarjajo svojevrstne osebne profile in jih delijo s »spletnimi prijatelji«. Najboljši primeri tovrstnih omrežij so Facebook, MySpace, Bebo. V preteklosti so bili aktualni t. i. chati, kot so IRC, Messenger. Vse temelji na medosebni komunikaciji uporabnikov spleta. Po navadi so te platforme opremljene z aplikacijami, kjer lahko posameznik objavlja slike, glasbo, videoposnetke – gre za interaktivno platformo.
Obstajajo tudi socialna omrežja, ki delujejo na podlagi »live video streama«, kjer se uporabniki preko spletnih kamer lahko v živo pogovarjajo z različnimi ljudmi po svetu. Tu so zelo znani Skype, Omegle, Chatroulette itd.

## Primeri družbenih medijev
Obstaja več različnih oblik družbenih medijev. 
V tabeli spodaj so navedeni nekateri primeri različnih zvrsti družbenih medijev, ki so razdeljeni v skupine glede na tip uporabe.
Asinhroni tematski pogovori se pojavljajo v mnogih oblikah. Najbolj znane oblike so elektronska pošta, email liste, novičarske skupine, svetovne oglasne deske (BBS,USENET) in forumi. Že od začetka interneta so te vrste družbenih medijev hrbtenica spletnih družb. Tudi moderne oblike družbenih medijev imajo še vedno v sebi vgrajene asinhrone tematske pogovore. Glavne značilnosti asinhronih tematskih pogovorov so:
- Naslov je povezan z enim avtorjem
- Avtorji lahko odgovorijo na sporočila in tako ustvarijo temo
- Avtorji ali bralci ne urejajo že poslanih sporočil
- Struktura se je skozi čas izkazala za zelo uporabno in se je obdržala

Najbolj znan primer asinhronega tematskega pogovora je zagotovo email. Začetki emaila segajo v konec šestdesetih let. Znak @ je leta 1971 predstavil Ray Tomlinson. Leto kasneje so se pojavili email seznami in istega leta so jih uporabili pri pristanku na Luni. Email liste so omogočile, da je izkušnja postala bolj podobna delovanju v skupnosti. Pošiljatelj je pod prejemnika dodal le en naslov in vsi, ki so se naročili na ta naslov so dobili to sporočilo. Leta 1979 so se pojavile še novičarske skupine. Potem se je razvoj le še stopnjeval s forumi.
Sinhroni pogovori, kot recimo tekstovna sporočila, klepet, instantna sporočila, ter video in avdio konference se od asinhronih tematskih pogovorov razlikujejo po tem, da potekajo v realnem času. Ker so ti pogovori sinhroni so na nek način nasledniki telefonov, mobilnikov in radiev. Zelo pomemben pri razvoju sinhronih pogovorov je bil v sedemdesetih UNIX. Širitev sinhronih pogovorov je bila zaradi uporabnosti zelo hitra. Danes lahko opazimo še delitev glede na to koliko ljudi sodeluje v pogovorih. 
Poznamo več vrst sinhronih pogovorov. Na začetku je bil najbolj pomemben klepet. Najbolj znan predstavnik, ki je prisoten še danes je IRC. Značilnost klepeta je, da se tu srečajo ljudje, ki se v drugačnih okoliščinah verjetno ne bi. Na IRCu recimo ljudje debatirajo o vseh mogočih temah. Kmalu so se pojavila tudi orodja za instantna sporočila. Najbolj značilno za njih je, da sodelujeta le dve osebi in je zelo zaseben. Oseba ima dodanih več prijateljev in aplikacija jim pokaže, kdo je trenutno na voljo za pogovor. Dober primer je recimo Skype. Sinhroni pogovori pa niso omejeni le na računalnike oziroma internet. Kratka sporočila (SMS) so se pojavila na telefonih. SMSi niso bili namenjeni za trg in uporabnike, a so vseeno našli pot. Danes so zelo priljubljeni med 3 milijardami uporabnikov mobilnih telefonov po celem svetu. SMSi so omejeni na 160 znakov. Razvoj se je zaključil z video in avdio konferencami.
Svetovni splet je največje informacijsko omrežje, ki je sestavljen iz med seboj povezanih hipertekstovnih povezav. Dostopen pa je preko interneta. Svetovni splet ima ogromno vsebine. Od spletnih strani, slik, videov, itd. Zasnovatelj svetovnega spleta je Tim Berners-Lee. Razvijanje svetovnega spleta se je pričelo že v osemdesetih, v rabo pa je prišel šele v devetdesetih. Zasnovan je bil na hipertekstu, ki ga je zasnoval že Ted Nelson. Hipertekst omogoča nelinearno gibanje po spletnih straneh. S pomočjo brskalnikov nam omogoča da po celem svetu dostopamo do vsebin, ki so shranjene na strežnikih. Večina družbenih medijev se nahaja na svetovnem spletu. Svetovni splet je zelo razširjen in priljubljen. S pomočjo brskalnikov in iskalnikov nam omogoča da po celem svetu dostopamo do vsebin, ki so shranjene na strežnikih. Danes je večina družbenih medijev prisotna na spletu. Z razvojem brskalnikov je splet postal samo še bolj pomemben. Največjo revolucijo je tu naredil Google z algoritmom PageRank. PageRank preko povezav med spletnimi stranmi določi katere strani so najbolj relevantne za uporabnika. Povezavo do določene spletne strani Google vidi kot glas za to spletno stran.
Sodelovalno pisanje je izraz, ki se nanaša na projekte in pisna dela, ustvarjena na spletnem mestu, s strani več avtorjev skupaj. Ta oblika sodelovanja avtorjev je v svet prinesla nov način pisanja in ustvarjanja besedil, katere glavni namen je, ne le olepšati in pospešiti ustvarjanje besedil, temveč omogočiti večjim skupinam ljudi efektiven in organiziran način urejanja in ustvarjanja besedil. Najbolj znan primer sodelovalnega soavtorstva je spletna enciklopedija Wikipedija, ki je bila ustvarjena v začetku 90. let prejšnjega stoletja. Njena začetnika sta bila Jimmy Wales in Larry Sanger. Danes Wikipedija s pomočjo različnih orodij omogoča soustvarjanje in urejanje besedil praktično kateremukoli uporabniku svetovnega spleta, soustvarja in ureja pa jo na tisoče ljudi po vsem svetu.
Blogi, mikroblogi in podcasti so posebna vrsta objavljanja spletnih vsebin, ki avtorjem omogoča poceni in zanesljivo objavljanje bogatih digitalnih vsebin, kot so videi, slike ali glasba v svojem ločenem spletnem mestu. V začetku je bloganje služilo predvsem za objavo vrste besedilnih sporočil ali »prispevkov« v obratnem kronološkem vrstnem redu, kjer je bila zadnja objava vedno na vrhu strani, danes pa predstavlja spletno mesto z bogato vsebino in platformo za predstavitev vsebin in komentarjem, ki omogoča tudi naročanje na objavljene vsebine. V tretjem tisočletju pa so se znatno razširili tudi mikroblogi, katerega najbolj znan primer je Twitter. V veliki meri so podobni navadnim blogom, le da so po navadi omejeni s številom znakov, možno pa je tudi povezovanje z ostalimi uporabniki.
Podcasti se kot od blogov razlikujejo predvsem po tem da v večini vključujejo le avdio ali video vsebine, ki so prav tako na voljo preko naročnine, le da se izbrane naročene vsebine samodejno prenesejo na izbrano elektronsko napravo.
Spletne strani za izmenjavo so namenjene delitvi različnih večpredstavnostnih vsebin med posamezniki nekega spletnega mesta. Navadno ta spletišča omogočajo delitev le določenih vrst vsebin (npr. video posnetke, glasba, fotografije, e-knjige). Ta spletišča predstavljajo alternativo iskanja večpredstavnostnih vsebin preko tradicionalnih spletnih iskalnikov, tako pa uporabnikom spletišča omogoča deljenje večpredstavnostnih vsebin. 
Spletna družabna omrežja so spletne storitve, ki gradijo in odražajo socialne mreže ali socialne odnose med ljudmi, ki imajo npr. skupne interese ali aktivnosti. 1997 je bilo ustanovljeno prvo družbeno omrežje z imenom  SixDegrees.com, ključna leta za razvoj spletnih družbenih omrežij pa so bila med 2003 in 2006, saj so bila takrat ustanovljena vsa, trenutno glavna spletna družbena omrežja. Ni nujno, da uporabniki teh omrežij iščejo nova poznanstva, lahko je njihov prvoten namen komuniciranje z ljudmi, ki so že del njihovega družbenega omrežja. Kljub temu, da imajo spletna družbena omrežja implementiranih veliko funkcij, lahko kot osnovno izpostavimo seznam prijateljev, ki so že uporabniki omrežja. Ko se hočemo pridružiti spletnim družbenim omrežjem je potrebno izpolniti obrazec, ki vsebuje vrsto vprašanj o naši starosti, lokaciji, hobijih, interesih, poleg tega pa večina teh omrežij tudi spodbuja, da priložimo še našo fotografijo. Storitve kot so Facebook ali Twitter prevladujejo med spletnimi storitvami za mreženje. Storitve kot so LinkedIn omogočajo samo-predstavitev poslovnežev, katerih glavni namen je mreženje. 
Spletni trgi kot so na primer Ebay ali Bolha omogočajo prodajalcem in kupcem ustvari mrežo ljudi, ki so vsi zainteresirani za isti produkt. Obrtniki lahko preko takih strani dosežejo široko publiko. Strani, kot so Kicksarter pa omogočajo, da množica ljudi investira lastni denar v ideje in projekte. Pomemben del spletnih trgov pa so tudi strani, kjer uporabniki sami ocenjujejo kvaliteto produktov ali storitev. Taka stran je na primer Trivago, kjer lahko uporabniki ocenjujejo hotele.
Poznamo pa tudi produkte, generirane s strani uporabnikov, med katere spadajo platforme z orodji, ki olajšujejo delo razvijalcem programske opreme s sledenjem sprememb na programski opremi, številu prenosov in zagotavljanjem osnovnih diskusijskih možnosti. V zadnjem času pa so se razvile tudi strani, ki spodbujajo uporabnike k tekmovanju v raznih programerskih nalogah. Zmagovalec je plačan s strani organizacije oziroma uporabnika, ki je postavil nalogo; so pa tudi te strani odlične za izgradnjo omrežij ljudi, ki imajo ista zanimanja in interese.  
Inkubatorji idej: Organizacije čedalje bolj iščejo načine za dobiček iz kolektivne inteligence množice. Združujejo in ustvarjajo mreže, ki povezujejo ljudi na podlagi kdo je glasoval za katero idejo. Prav tako ustvarjajo mreže ki povezujejo ideje do drugih idej, na podlagi tega, koliko ljudi je glasovalo za obe ideji. 
»Virtualni svet« oziroma po angleško »MMOW - Massively multiplayer online world« je računalniška simulacijska platforma, ki uporabnikom omogoča raziskovanje virtualnega sveta, ustvarjanje osebnega avatarja, komunicirati z drugimi osebami ter sodelovati v različnih dejavnostih, katerim je platforma namenjena. Virtualni svetovi so dvo ali tridimentionalni svetovi, ki so namenjeni razlničnim stvarem. Njihov namen je lahko druženju uporabnikov, zabavi, izobraževanju, služijo kot reklama ali pa celo ustvarjanje sekundarnega življenja. Ideja virtualnih svetovov obstaja mnogo dlje kot računalniki, saj je Rimljanski naturalist Gaius Plinius Secundus, bolje poznan pod imenom Pliny the Elder, že izrazil željo po zaznavni iluziji. Med prve prave virtualne simulatorje pa spada delo Ivana Sutherlanda imenovano »The Sword of Damocles«, ki je nastalo v letu 1968. Le 5 let kasneje pa smo že dobili prvo omrežno 3D multi-user (ang. več uporabnikov) streljaško igro imenovano »Maze Wars«. Igra je predstavila koncept online (ang. spletnega) igranja igre, kjer so se avatarji igralcev lovili po labirintu.S časom pa so virtualni resničnostni svetovi postali sredstva za množično razpršene skupine z namenom ohranjanja osebnega stika. Vključujejo sisteme kot sta Second Life in The Sims, ki sta ustvarjena za odrasle, ter še veliko bolj priljubljene sisteme ustvarjene za otroke kot npr. Club Penguin, Webkinz in Habbo. Virtualni svetovi in družbeni podatki, ustvarjeni znotraj njih so običajno v lasti podjetja, ki jih zagotavlja. Masovne večigralske spletne igre so internetne video igre, ki vključujejo na stotine tisoč igralcev, ki sodelujejo istočasno v virtualnem svetu. Za delovanje poterbujejo internetno povezavo, lahko pa se igrajo na računalnikih, različnih igralnih konzolah kot sta Xbox 360 in PlayStation 3. Obstaja več vrst tovrstnih iger in sicer strateške igre, strelske igre, dirkaške igre, in še mnogo več. Veliko večigralskih spletnih iger vsebuje kompleksne družbenih ureditev kot so cehi, plemena in ekipe. 
Mobilne spletne storitve integrirajo strojno in programsko opreme z namenom omogočanja beleženja fizične lokacije uporabnikov. Mobilne računalniške naprave kot so Apple iPhone in  Motorola  Droid, so integrirane z detektorjem zaznavanja lokacije, ki temelji na  GPS sistemu. Združene z  kompasi, lahko te naprave zanesljivo locirajo in orientirajo uporabnika v prostoru. Ko naprava dobi natančen podatek o svoji lokaciji, se lahko ta informacija poveže z vsemi digitalnimi objekti, ki so ustvarjeni s to napravo. Fotografije se tako lahko povežejo s krajem, kjer so bile posnete. Ocene restavracij pa z lokacijo te restavracije na  zemljevidu. Lokacija je torej ključ do teh storitev, saj želijo te zagotavljati kontekstualne informacije o svetu okoli uporabnika. Poleg lokacije, lahko uporabimo tudi različna dodatna tipala, na primer kamero, merilnike gibanja, mikrofon ter orodja, ki omogočajo povezavo med različnimi napravami, s katerimi povečamo spekter uporabe družbenih medijev. Storitve, kot je na primer  Google Latitude, omogočajo uporabnikom, da prepoznajo njihovo lokacijo na zemljevidu in jo delijo z drugimi uporabniki. Storitve kot pa so  Gowalla,  Loopt in  Foursquare, pa omogočajo uporabnikom, da delijo svojo trenutno lokacijo s prijatelji (pogosto preko  Facebooka), se obdarujejo z virtualnimi darili, pošiljajo sporočila, poleg tega pa omogočajo tudi objavo komentarjev o lokacijah, na katerih se nahajajo, kot so npr: restavracije, bari, in parki. 

| Tipi družbenih medijev                                                                        | Primeri |
| --------------------------------------------------------------------------------------------- | --- |
| Asinhroni tematski pogovori                                                                   | |
| Email, BBS, forumi, Usenet novičarske skupine, email liste                                    | Gmail, Hotmail, AIM Mail, Yahoo! Mail, MS Outlook, Slashdot, Google Skupine, Yahoo! Skupine, Yahoo! Answers, Listserv                                                                                        |
| Sinhroni pogovori                                                                             | |
| Klepet, instantna sporočila, sporočanje, Avdio in video konference                            | UNIX Talk, IRC, Yahoo! Messenger, MSN Messenger, AIM, Google Talk, ChaCha, Skype, Gizmo, iChat, Window’s Live                                                                                                |
| Sodelovalno soavtorstvo                                                                       | |
| Wiki, deljeni dokumenti                                                                       | Wikipedia, Wikia (Lostpedia), pbwiki, wetpaint, Google Docs, Zoho, Etherpad |
| Spletniki in poddaje                                                                          | |
| Blogi, mikroblogi, večpredstvnostni spletniki in poddajei                                     | LiveJournal, Blogger, WordPress, Twitter, Yammer, Buzz, Activity Streams, Vlogs (video blogi kot Qik), slikovni blogi (Fotolog, FAILblog.org), moblog (mobilni blogi kot moblog.net), podcasts (iTunes, NPR) |
| Spletna stran za izmenjavo                                                                    | |
| Video, TV, Fotografije, umetnost, glasba, zaznamki, novice in knjige                          | YouTube, Hulu, Netflix, Vimeo, Chatroulette, Flickr, Picasso, deviantART, Last.Fm; imeem; Sonic Garden, Delicious, Digg, Reddit, StumbleUpon, Goodreads, LibraryThing, citeulike                             |
| Spletna družbena omrežja                                                                      | |
| Druženje, zmenki, nišna omrežja in poklicna omrežja                                           | Facebook, MySpace, BlackPlanet, Tagged, eHarmony, Match, LinkedIn, Plaxo, XING, Ning (e.g., classroom 2.0), Ravelry, Grou.ps                                                                                 |
| Spletni trgi                                                                                  | |
| Finančne transakcije, produkti generirani s strani uporabnikov in spletne strani za recenzije | eBay, Amazon, craigslist, Kiva, Instructables, Threadless, TopCoder, Sourceforge, Codeplex, ePinions, Amazon, Angie’s List, Yelp                                                                             |
| Inkubatorji idej                                                                              | |
| Inkubatorji idej in reševanje problemov                                                       | IdeaConnection, Chaordix, IdeaScale, Imaginatik |
| Virtualni svetovi                                                                             | |
| Virtualni resničnostni svetovi, Masovne večigralske spletne igre                              | Second Life, Club Penguin, Webkinz, Habbo, World of Warcraft, Lord of the Rings Online, Aion |
| Mobilne spletne storitve                                                                      | |
| Deljenje lokacije, vsebin in igre                                                             | Foursquare, Gowalla, Loopt, MapMyRun, Geocaching, Letterboxing, SCVNGR, Snapchat |

## Virusno komuniciranje
Virusno komuniciranje (angl. word of mouth marketing) se je s pojavom družbenih medijev preselilo iz medosebnega komuniciranja na internet. Pri virusnem komuniciranju gre po navadi za spontan proces, povezan s kakovostjo produkta ali storitve, komunikatorji pa želijo ta proces pospešiti z ustvarjanjem smešnih, hudomušnih, drugačnih, avtentičnih vsebin, ki bi jih uporabniki delili z drugimi prek e-pošte, v zadnjem času pa tudi prek forumov, blogov, spletnih omrežij, YouTuba itd. Za komunikatorje je virusno komuniciranje promocijsko orodje za povečanje zavedanja in ustvarjanje preferenc, pogosto uporabljeno tudi za diskreditacijo konkurence. Med spontanimi slovenskimi virusnimi fenomeni je Fredi Miler, ki je postal znan zaradi amaterskega videospota, ki je zaokrožil prek spleta. Sprva se je videospot širil med uporabniki interneta, kasneje pa je zaradi objavljene zgodbe prek medijev Fredi Miler postal pravi glasbeni fenomen. Potrebno je omeniti, da je virusno komuniciranje lahko povsem dvorezen meč in ne prinaša zgolj zgodb o uspehu, ampak se pojavlja tudi vse več njegovih zlorab, zlasti na straneh spletnih skupnosti, blogov in drugih družbenih medijev.

## Razširjenost uporabe družbenih medijev

### Razširjenost uporabe družbenih medijev v ZDA
V ZDA je raziskava Pew Research Centra o popularnosti družbenih medijev, izvedena na populaciji odraslih Američanov leta 2014, pokazala, da je Facebook zdaleč najbolj popularno spletno socialno omrežje s kar 71 % odraslih uporabnikov, ki so aktivni na internetu. Sledita LinkedIn in Pinterest z 28 % odraslih uporabnikov, ki so aktivni na internetu. Za tem sledita Instagram s 26 % in Twitter s 23 % odraslih uporabnikov, ki so aktivni na internetu. V sklopu te raziskave je bila razvidna rast deleža odraslih uporabnikih, ki uporabljajo 2 ali več družbena medija. Slednji se je zvišal za kar 10 odstotnih točk. Zanimivo je, da se je prvič zgodilo, da več kot polovica starejših od 65 let, ki so aktivni na internetu, uporablja Facebook.
Pogostost uporabe omenjenih družbenih medijev je sicer visoka. Facebook dnevno uporablja 70 % vseh njegovih uporabnikov, 45 % izmed njih tudi večkrat dnevno. Odstotek uporabnikov se je od leta 2013 do leta 2014 povečal za 7 odstotnih točk. Instagram dnevno uporablja 49 % vseh njegovih uporabnikov, Pinterest pa zgolj 17 % vseh njegovih uporabnikov. Zanimivo je, da je odstotek dnevno aktivnih uporabnikov socialnega omrežja Twitter padel za 10 odstotnih točk: iz 46 % v letu 2013 na 36 % v letu 2014.

#### Marketing na družbenih medijih v ZDA
S samim razvojem tehnologije, se je razvil tudi marketing. Podjetja so se morala prilagoditi na novo prihajajočo tehnologijo, med drugim na pametne mobilne telefone, s katerimi se je povezljivost z družbenimi mediji izboljšala in razširila. Kot orodje za promocijo podjetja uporabljajo razna marketinška orodja, vendar so družbeni mediji postali tako rekoč najpomembnejša orodja. Pri tovrstnem promoviranju oz. marketingu so pomembni trije vidiki. Med slednje spadajo ustvarjanje pompa, učenje od uporabnikov oz. kupcev in iskanje ciljne publike oz. ciljnih kupcev.
eMarketer je leta 2013 naredil anketno raziskavo, kjer so anketirali ameriška podjetja, ki imajo 100 ali več zaposlenih. Ugotovili so, da bo v letu 2014 88 % vprašanih podjetij uporabljalo družbene medije za marketing. Med letoma 2012 in 2015 se ta delež podjetji ni drastično spremenil. Leta 2012 je bilo 85 % podjetji, ki so uporabljala družbene medije za marketing, do leta 2015 pa naj bi bilo takih podjetij 89 %. Po pomembnosti različnih digitalnih platform oz. družbenih medijev je prvo mesto zasedel Google, sledil mu je Facebook ter Twitter in LinkedIn.

#### Odvisnost od družbenih medijev v ZDA
Američani družbene medije v povprečju uporabljajo 7,6 ure na mesec; večinoma s pomočjo mobilnih telefonov. V ZDA kar 63 % uporabnikov Facebooka obišče dnevno, 40 % pa več kot enkrat na dan. Glavni vzroki za rabo družbenih medijev so dolgčas in želja po distrakciji. Predvsem zaradi pozitivnih odzivov prijateljev in drugih uporabnikov na objavljeno vsebino se v možganih uporabnika aktivirajo identična območja kot pri uporabnikih drog. To lahko pri nekaterih bolj dovzetnih uporabnikih povzroči zasvojenost tako z družbenimi mediji kot tudi z internetom na sploh. Raziskava je pokazala, da 18 % uporabnikov družbenih medijev ne zdrži več kot nekaj ur brez njihove uporabe. Leta 2009 je v Fall City-ju v zvezni državi Washington vrata odprl prvi rehabilitacijski center za odpravljanje takšnih težav.

### Razširjenost uporabe družbenih medijev v Evropi
V Evropi najvišje število uporabnikov družbenih medijev predstavljajo predvsem mlajše generacije. V raziskavi Eurostata za leto 2010 kar 80 % mladih, starih med 16 in 24 let, uporablja internet za brskanje po družbenih medijih; v skupini starejših, starih med 25 in 54 let, le 42 % uporabnikov interneta, uporablja slednjega, za brskanje po družbenih medijih; med najstarejšimi uporabniki interneta, starih med 55 in 74 let, pa le 18 % uporabnikov interneta brska po družbenih medijih.
Povprečno število ur, preživetih ob uporabi družbenih medijev na dan, globalno gledano močno variira. Globalno povprečje v letu 2015, znaša 2,4 ur preživetih ob uporabi družbenih medijev na dan. Rangirana lestvica je razporejena od tiste države, kjer uporabniki v povprečju preživijo največ ur ob uporabi družbenih medijev na dan, do tiste države, kjer uporabniki v povprečju preživijo najmanj ur ob uporabi družbenih medijev na dan. Na vrhu prevladujejo južnoameriške države. V Evropi se večina držav, kot so Italija, Velika Britanija, Poljska, Nemčija, Francija, Španija in Nizozemska, giblje vzporedno z globalnim povprečjem (okoli 2,4 ur preživetih ob uporabi družbenih medijev na dan).
Razširjenost uporabe posameznih družbenih medijev je podobna v vseh evropskih državah. Največkrat uporabljeni družbeni mediji na globalni ravni, so pogosto tudi največkrat uporabljeni družbeni mediji v Evropi. Tako v analiziranih 41 evropskih državah med dvajsetimi najpogosteje uporabljenimi družbenimi mediji venomer (z izjemo Makedonije) lahko najdemo Facebook, Youtube in Wikipedio.

#### Uporaba spletnih socialnih omrežij v Evropi
Veliko število uporabnikov interneta uporablja socialna omrežja, ki z leti narašča. V letu 2011 je bil delež uporabnikov socialnih omrežij 38 %, v letu 2014, pa kar 46 %. To bi lahko povezali z razvojem tehnologij in vedno več tematskih socialnih omrežij, ker lahko skoraj vsak najde spletno socialno omrežje po svoji meri. Mobilni telefoni so v zadnjih letih vedno bolj tehnološko napredni in poganjajo vedno bolj zapletene aplikacije, kot so na primer Instagram, Snapchat, Facebook, Twitter ipd. 

#### Oglaševanje in marketing na družbenih medijih v Evropi
Z razvojem družbenih medijev, se vzporedno razvija tudi online oglaševanje, saj nekatera podjetja oz. internetne strani »preživijo« zaradi oglaševanja. Njihov namen ni prodaja izdelkov, ampak določena tematska stran, kjer od uporabnikov ne prejemajo nikakršnje finančne pomoči, temveč si pomagajo z oglaševanjem, ki pomaga pri financiranju stroškov. Iz podatkov raziskav pa lahko opazimo, da je bil v letu 2013, delež oglaševanja na družbenih medijih 23,2 %, v letu 2014, pa že 28,7 %. Predvideno je tudi, da bo leta 2016 omenjeni delež segal do 33,3 %. V treh letih se bo torej delež oglaševanja dvignil za 10 %, kar pa ni majhen delež.
Na družbenih medijih, se odpirajo tudi nove možnosti za udeležbo podjetij pri marketingu. Tako se danes vedno več podjetij odloča, da se predstavi na medmrežju, saj slednje ponuja nove možnosti za trženje, izboljšanje ugleda in podporo uporabnikom. Največ podjetij se odloča za predstavitev na družbenih omrežjih (46 % – večja podjetja, 33 % - srednja podjetja, 26 % - manjša podjetja), sledijo večpredstavnostni spletne strani (27 % - večja podjetja, 16 % - srednja podjetja, 10 % - manjša podjetja) in spletniki (24 % - večja podjetja, 14 %- srednja podjetja, 8 % - manjša podjetja), najmanj pa na osnovi Wiki-jev (18 % - večja podjetja, 9 % - srednja podjetja, 5 % - manjša podjetja).  Prav tako lahko razberemo, da je kar 30 % podjetij iz Evropske unije, v letu 2013 uporabljalo družbene medije za marketing izdelkov in izboljšanje svojega ugleda, kar pa je tudi dobro za končne uporabnike, saj lahko na medmrežju najdejo veliko koristnih informacij o podjetju, kot so: produkti, katalogi, informacije o podjetju, naročila, sledenje pošiljkam, ocene izdelkov in mnenja uporabnikov, ter povezave do družbenih omrežij. 

#### Zasvojenost z družbenimi mediji v Evropi
Zasvojenost z družbenimi mediji je postala problematična po celem svetu, visoka stopnja je razvidna tudi v predelih Evrope, predvsem pa so, kar se zasvojenosti tiče ogroženi mladostniki. Tako je vsak peti mladoletni Španec (21,3 %) odvisen odmedmrežja in posledično od družbenih medijev, kar slednje postavlja na sam vrh v primerjavi s povprečjem devetih evropskih držav, ki znaša 12,7 %. Visok odstotek odvisnosti najdemo še v Romuniji (16 %), na Poljskem (12 %) in na Nizozemskem (11,4 %), najnižji odstotek odvisnosti pa najdemo na Islandiji (7,2 %). Študija je pokazala, da so mladostniki v Evropi odvisni predvsem zaradi tega, ker želijo pridobiti odgovore na veliko število različnih vprašanj, se želijo zabavati, ostati v stiku z znanci in hitro pridobiti aktualne informacije. Prav tako je znano, da so odvisni v Evropi, največkrat že omenjeni mladostniki in odrasli, ki imajo nižjo stopnjo izobrazbe.

### Razširjenost uporabe družbenih medijev v Sloveniji
V spletnih družbenih omrežjih je v Sloveniji leta 2011 sodelovalo 35 % oseb v starostni skupini od 10 do 74 let. Delež rednih uporabnikov spletnih socialnih omrežij je bil pri obeh spolih enak. Največ rednih uporabnikov spletnih družbenih omrežij je bilo med osebami, starimi med 16 in 24 let (79 %) in med 10 in 15 let (74 %), najmanj rednih uporabnikov pa med osebami, starimi med 55 in 64 let (4 %) in med 65 in 74 let (3 %). Med učenci, dijaki in študenti je bilo rednih uporabnikov spletnih družbenih omrežij 81 %, med zaposlenimi 37 %, med upokojenci pa le 4 %.